# Устрем (село)
Вижте пояснителната страница за други значения на Устрем.
Устрем е село в Южна България. То се намира в община Тополовград, област Хасково.

## География
Устрем е най-голямото село в Тополовградска община с население около 900 души. Намира се на 16 km от общинския център Тополовград и на 103 km от областния център Хасково.

## История
Кога е основано селото не е известно. От възрастни хора е преданието, че то е възникнало вследствие на набези на хайдути, които са обирали турската поща. За спиране на тези набези управата на град Одрин дава големи права на онези хора, които се заселят в пустото и обрасло с гора място, което било на 30 км от град Одрин и на 15 км от град Тополовград. По исторически данни селище е имало над манастира „Св. Троица“ и в местността „Селището“, а също така и в местността „Мандрата“. Не са останали никакви следи от онези селища.
За заселването е издадено разрешение от духовния глава на Одринския вилает (околия) и селото се назовава „вакъф“, което означава „духовен имот“. Селото е основано на пътя Стара Загора – Тополовград – Одрин.
Първите заселници са от Македония, Сливенския, Ямболския, Елховския край, както и от западната част на Сакар планина и Карловско. Заселниците се установяват първо по поречието на Голямата река. Първоначално била заселена местността „Старчи крак“, днешно име „Чука махала“, тъй като средната махала се е заливала от двете реки, които минават през селото.
След време населението на селото се увеличава, идват нови заселници. През 1857 г. издигат православен храм и малко по-късно училище. Малка част от днешните жители на селото знаят от къде са дошли техните прадеди. Повечето нямат сведения за произхода на своите родове.
Селото се отличава със своя традиционен и особен говор. Този говор не намира аналог в никое от околните села – Мрамор, Радовец, Срем, Планиново, Студена.
След Освобождението от турско владичество през 1878 г. в селото пристигат нови заселници и по този начин спомагат за увеличаването на населението, благодарение на което селото бързо се разраства и става с 3 махали, което го прави най-голямото в района. Новите заселници са образовани хора – свещеници, учители.
През 1924 г. е създадена потребителна кооперация от учителя Никола Великов. През 1936 г. Устрем става първото водоснабдено село в района с 12 чешми по улиците и някои дворове. През 1934 г. е изградена сградата на кметството, разширено е училището от 4 стаи на 7 стаи. През 1938 г. е издигнат паметник на загиналите във войните съселяни (около 100 души). След 1944 г. е наново водоснабдено, изградена е канализация.

## Икономика
В землището на селото до средата на 1990-те години е действал оловно-цинков рудник „Мина Устрем“, който е бил част от минен комплекс „Васил Коларов“. Понастоящем рудникът се стопанисва от частна фирма, но не се добива руда и работи само флотационната фабрика.

## Религии
Религията е източноправославна. В селото има действаща православна църква „Свети Димитър“. В близост до нея се намира манастирът „Света Троица“, с действащ женски метох.

## Обществени институции
Село Устрем е най-голямото в района. Селото разполага с ОУ „Иван Вазов“, детска градина, читалище, библиотека, поща, стадион, бензиностанция, монопол, много търговски обекти, две фурни за хляб. В селото съществува и цех за детайли към завод „Арсенал“ – Казанлък.

## Забележителности
В центъра на селото, пред кметството е издигнат паметник на загиналите знайни и незнайни воини по време на Освободителната война.
На около 2 км северозападно се намира манастирът „Света Троица“ (Устремски манастир), с действащ женски метох. Историческите данни за тази света обител са твърде оскъдни. Предполага се, че манастирът е основан по време на Второто българско царство. В началото на XV век името му се среща в османски документи. През годините на турското владичество е ставал убежище на редица хайдути, като Ангел войвода, Индже войвода, Кара Кольо и др. Това е и сред причините манастирът на няколко пъти да бъде опожаряван, но вярващите винаги са успявали да го възстановят и съхранят като център на православието в региона. Ежегодно се провежда народен събор на празника на манастира, който събира по 2 – 3 хиляди вярващи от околните села и градове.
Над манастира има няколко пещери, най-известната е Каракольовата дупка – според народното предание в нея се е криел прочутият хайдутин.

## Редовни събития
Ежегодният народен събор през юни на празника на манастира „Света Троица“. Това е най-големият събор и се провежда на православния празник „Св. Дух“.
Провежда се и ежегоден събор в центъра на селото, на Димитровден. Участват народни и фолклорни изпълнители. Провеждат се борби и футболни мачове между Устрем и съседни села.

## Кухня
Сред най-вкусните ястия, които се приготвят в този край, са: катми, тестени гюзлеми, качамак, ошав, кавръм млечна баница, тутманик, тиквеник, зелник. Приготвят се много месни и постни ястия. Рецептите им се пазят и се предават от поколение на поколение.